# Partito dell'Indipendenza (Islanda)
Il Partito dell'Indipendenza (in islandese Sjálfstæðisflokkurinn, SSF) è un partito politico islandese di centro-destra. Fu costituito nel 1929 dall'unione del Partito Conservatore e del Partito Liberale.

## Storia
Tutti i Presidenti del partito hanno finora detenuto la carica di primo ministro dell'Islanda:
Ólafur Thors, Bjarni Benediktsson senior, Jóhann Hafstein, Geir Hallgrímsson, Þorsteinn Pálsson, Davíð Oddsson, Geir Hilmar Haarde, Bjarni Benediktsson junior. Jón Þorláksson, il primo Presidente del Partito dell'Indipendenza, fu primo ministro per il Partito Conservatore prima della creazione del Partito dell'Indipendenza. Gunnar Thoroddsen, che fu il vice presidente del partito dal 1974 al 1981, fu primo ministro dell'Islanda dal 1980 al 1983, ma il Partito dell'Indipendenza non sosteneva ufficialmente il suo governo (cosa che invece facevano alcuni parlamentari del partito).
Il Partito dell'Indipendenza ha vinto le elezioni parlamentari del 2007, aumentando la sua presenza all'Althing (il Parlamento nazionale) di tre seggi. Ha formato un nuovo governo di coalizione con Haarde e l'Alleanza Socialdemocratica, dopo che l'ex partner di coalizione, il Partito Progressista, perse pesantemente le elezioni.
Alle elezioni parlamentari del 2009, a seguito della pesante crisi economico-finanziaria che ha colpito l'isola dal 2008, il Partito dell'Indipendenza ha perso il governo a favore dell'alleanza tra socialdemocratici e verdi, ed è passato all'opposizione per la prima volta dall'indipendenza dell'Islanda.
Nelle elezioni parlamentari del 2013 ha riacquistato la prima posizione, ottenendo il 26,7% e 19 seggi.
Nelle elezioni parlamentari del 2016 ha ottenuto di nuovo la prima posizione con il 29% e 21 seggi.

## Ideologia
Il Partito dell'Indipendenza è un partito liberal-conservatore e euroscettico.
Il partito sostiene la partecipazione dell'Islanda alla NATO, ma si oppone all'idea dell'accesso all'Unione europea.

## Presidenti
| Nome                            | dal             | al              |
| Jón Þorláksson                  | 29 maggio 1929  | 2 ottobre 1934  |
| Ólafur Tryggvason Thors         | 2 ottobre 1934  | 22 ottobre 1961 |
| Bjarni Benediktsson (1908-1970) | 22 ottobre 1961 | 10 luglio 1970  |
| Jóhann Hafstein                 | 10 luglio 1970  | 12 ottobre 1973 |
| Geir Hallgrímsson               | 12 ottobre 1973 | 6 novembre 1983 |
| Þorsteinn Pálsson               | 6 novembre 1983 | 10 marzo 1991   |
| Davíð Oddsson                   | 10 marzo 1991   | 16 ottobre 2005 |
| Geir Hilmar Haarde              | 16 ottobre 2005 | 29 marzo 2009   |
| Bjarni Benediktsson (1970)      | 29 marzo 2009   | 2 marzo 2025    |
| Guðrún Hafsteinsdóttir          | 2 marzo 2025    | in carica       |

## Risultati elettorali
| Data elezione | Voti   | %    | Seggi | +/– | Posizione | Governo     |
| ------------- | ------ | ---- | ----- | --- | --------- | ----------- |
| 1931          | 16.891 | 43,8 | 15/42 | 9   | 2°        | Opposizione |
| 1933          | 17.131 | 48,0 | 20/42 | 5   | 1°        | Coalizione  |
| 1934          | 21.974 | 42,3 | 20/49 | 0   | 1°        | Opposizione |
| 1937          | 24.132 | 41,3 | 17/49 | 3   | 2°        | Opposizione |
| giugno 1942   | 22.975 | 39,5 | 17/49 | 0   | 2°        | Minoranza   |
| ottobre 1942  | 23.001 | 38,5 | 20/52 | 3   | 1°        | Opposizione |
| 1946          | 26.428 | 39,5 | 20/52 | 0   | 1°        | Coalizione  |
| 1949          | 28.546 | 39,5 | 19/52 | 1   | 1°        | Minoranza   |
| 1953          | 28.738 | 37,1 | 21/52 | 2   | 1°        | Coalizione  |
| 1956          | 35.027 | 42,4 | 19/52 | 2   | 1°        | Opposizione |
| giugno 1959   | 36.029 | 42,5 | 20/52 | 1   | 1°        | Opposizione |
| ottobre 1959  | 33.800 | 39,7 | 24/60 | 4   | 1°        | Coalizione  |
| 1963          | 37.021 | 41,4 | 24/60 | 0   | 1°        | Coalizione  |
| 1967          | 36.036 | 37,5 | 23/60 | 1   | 1°        | Coalizione  |
| 1971          | 38.170 | 36,2 | 22/60 | 1   | 1°        | Opposizione |
| 1974          | 48.764 | 42,7 | 25/60 | 3   | 1°        | Coalizione  |
| 1978          | 39.982 | 32,7 | 20/60 | 5   | 1°        | Opposizione |
| 1979          | 43.838 | 35,4 | 21/60 | 1   | 1°        | Opposizione |
| 1983          | 50.251 | 38,6 | 23/60 | 2   | 1°        | Coalizione  |
| 1987          | 41.490 | 27,2 | 18/63 | 5   | 1°        | Coalizione  |
| 1991          | 60.836 | 38,6 | 26/63 | 8   | 1°        | Coalizione  |
| 1995          | 61.183 | 37,1 | 25/63 | 1   | 1°        | Coalizione  |
| 1999          | 67.513 | 40,7 | 26/63 | 1   | 1°        | Coalizione  |
| 2003          | 61.701 | 33,6 | 22/63 | 4   | 1°        | Coalizione  |
| 2007          | 66.754 | 36,6 | 25/63 | 3   | 1°        | Coalizione  |
| 2009          | 44.371 | 23,7 | 16/63 | 9   | 2°        | Opposizione |
| 2013          | 50.454 | 26,7 | 19/63 | 3   | 1°        | Coalizione  |
| 2016          | 54.990 | 29,0 | 21/63 | 2   | 1°        | Coalizione  |
| 2017          | 49.543 | 25,2 | 16/63 | 5   | 1°        | Coalizione  |
| 2021          | 48.708 | 24,4 | 16/63 | 0   | 1°        | Coalizione  |